# بیلی فلتون
بیلی فلتون (به انگلیسی: Billy Felton) بازیکن فوتبال زادهٔ ۱ اوت ۱۹۰۰ اهل انگلستان بود که سابقهٔ بازی در تیم ملی فوتبال انگلستان را در کارنامهٔ خود دارد. وی در تاریخ ۲۱ مه ۱۹۲۵ تنها بازی ملی خود را در مقابل تیم ملی فوتبال فرانسه انجام داد.